# Dasypoda longigena
Dasypoda longigena är en biart som beskrevs av August Schletterer 1890. Dasypoda longigena ingår i släktet byxbin, och familjen sommarbin. Inga underarter finns listade i Catalogue of Life.